# Gold Canyon
Gold Canyon est une census-designated place du comté de Pinal, dans l'État de l'Arizona, aux États-Unis. En 2020, elle compte une population de 11 404 habitants.